# 永康州 (明朝)
永康州，中国明朝时设置的州。
唐朝时是西原州黄峒地，北宋宋仁宗皇祐五年（1053年）宋将狄青率兵镇压侬智高后，在康山置羁縻永康县，任西原族土酋杨益懋为官，治所在今广西扶绥县中东镇旧县村，属邕州迁隆寨统辖。元朝永康县属太平路。明宣宗宣德九年（1434年）土官杨琼纵兵侵劫邻县，被广西都督府派兵擒获，夷其族党。明宪宗成化八年（1472年）改土归流。明神宗万历二十八年（1600年）升永康县为永康州，治所在今广西壮族自治区扶绥县西北中东镇（旧永康）。辖境相当今广西壮族自治区扶绥县西北部地区。属太平府。1912年复为永康县。1914年改为同正县。1951年并入扶绥县。